# Батује
Батује (словен. Batuje, итал. Battuglia) је насеље у центру долине Випаве у општини Ајдовшчина, која припада Горишкој регији у Републици Словенији. Насеље површине 2,82 км², алази се на надморској висини од 128,1 метара, 12,1 км западно од Ајдовшчине, а 15,7 километара од италијанске границе, на путу Ајдовшчина - Нова Горица.
Месна црквица св. Ане припада Копарској жупанији.

## Становништво
У насељу је приликом пописа 2011. живело 346 становника,

## Спољашњње везе
- Batuje on Geopedia Архивирано на веб-сајту  (20. јун 2012)
- Батује